# 绿荷尺蛾属
绿荷尺蛾属（学名：Aporandria）为尺蛾科的一个属。

## 下属物种
本属包括以下物种：
- 绿荷尺蛾 Aporandria specularia (Guenée, 1857)